# Ruse Peak
Ruse Peak (in lingua bulgara: връх Русе, vrach Ruse)  è un picco roccioso, alto 800 m, situato nella parte occidentale del Delchev Ridge, nei Monti Tangra, nell'Isola Livingston, delle Isole Shetland Meridionali, in Antartide. Il picco sormonta il Ghiacciaio Iskar e la Bruix Cove a nord e il Ghiacciaio Dobrudzha a sud.
La denominazione è stata assegnata in onore della città bulgara di Ruse.

## Localizzazione
Il picco è posizionato alle coordinate 62°38′55″S 59°57′25″W, 1,48 km a sudest del Delchev Peak, 1,76 km a est del Shishman Peak e 3,26 km a sud del Rila Point (mappatura bulgara del 2005 e 2009).

## Mappe
- South Shetland Islands. Scale 1:200000 topographic map. DOS 610 Sheet W 62 58. Tolworth, UK, 1968.
- Islas Livingston y Decepción.  Mapa topográfico a escala 1:100000.  Madrid: Servicio Geográfico del Ejército, 1991.
- S. Soccol, D. Gildea and J. Bath. Livingston Island, Antarctica. Scale 1:100000 satellite map. The Omega Foundation, USA, 2004.
- L.L. Ivanov et al., Antarctica: Livingston Island and Greenwich Island, South Shetland Islands (from English Strait to Morton Strait, with illustrations and ice-cover distribution), 1:100000 scale topographic map, Antarctic Place-names Commission of Bulgaria, Sofia, 2005
- L.L. Ivanov. Antarctica: Livingston Island and Greenwich, Robert, Snow and Smith Islands. Scale 1:120000 topographic map. Troyan: Manfred Wörner Foundation, 2010. ISBN 978-954-92032-9-5 (First edition 2009. ISBN 978-954-92032-6-4)
- Antarctic Digital Database (ADD). Scale 1:250000 topographic map of Antarctica. Scientific Committee on Antarctic Research (SCAR), 1993–2016.